# Lois Green Carr
Lois Green Carr (* 7. März 1922 in Holyoke, Massachusetts; † 28. Juni 2015 in Annapolis, Maryland) war eine US-amerikanische Historikerin zur Geschichte der Province of Maryland und der Besiedlung der Chesapeake Bay durch die Europäer, die über mehr als vier Jahrzehnte als offizielle Historikerin zur ersten Hauptstadt von Maryland, St. Mary’s City, gearbeitet hat.

## Leben
Carr wurde als Tochter der mit dem Pulitzer-Preis ausgezeichneten Historikerin Constance McLaughlin Green geboren. Sie besuchte die Putney School in Putney, Vermont und erwarb einen Bachelor-Abschluss am Swarthmore College. Sie erwarb einen Master-Abschluss am Radcliffe College und einen Doktortitel in Geschichte an der Harvard University.
Zwischen Carrs Masterabschluss und ihrer Promotion vergingen vierundzwanzig Jahre, da sie 1947 Harvard verließ, nachdem sie geheiratet hatte und nach New York gezogen war. Später zog sie nach Maryland, ließ sich scheiden, heiratete erneut, begann eine neue Arbeit über die Geschichte Marylands und schloss ihre Promotion 1968 ab. Aus ihrer ersten Ehe hatte sie einen Sohn, Andrew R. Clark.
Carr begann 1956 als Junior-Archivarin in den Maryland State Archives in Annapolis und wurde 1988 Senior Adjunct Scholar. 1967 wurde sie Historikerin für Historic St. Mary’s City und gründete ein Forschungsprogramm, das das Leben jedes bekannten Einwohners von St. Mary’s aus dem 17. Jahrhundert dokumentieren sollte. 1990–91 war sie Präsidentin der Economic History Association.
Carr war von 1982 bis 2005 Adjunct Professor of History an der University of Maryland, College Park.[2] Sie war eine Pionierin auf dem Gebiet der Kolonialgeschichte und entwarf und leitete mehrere langfristige Forschungsprojekte, die von der National Science Foundation und dem National Endowment for the Humanities unterstützt wurden. 1992 wurde an der University of Maryland ihr zu Ehren eine Konferenz organisiert, Lois Green Carr: The Chesapeake and Beyond – A Celebration.
Carr war Mitautorin von Robert Cole’s World: Agriculture and Society in Early Maryland, das 1992 mit dem Alice Hanson Jones Prize der Economic History Association und 1993 mit dem Buchpreis der Maryland Historical Society ausgezeichnet wurde. Sie war eine der Empfängerinnen des Eisenberg Prize for Excellence in the Humanities im Jahr 1996. Im Jahr 2000 wurde sie in die Maryland Women’s Hall of Fame aufgenommen.
Carr starb 2015 an Komplikationen einer Demenzerkrankung.

## Werke
- Lois Green Carr, Russell R. Menard und Lorena Seebach: Robert Cole’s World: Agriculture and Society in Early Maryland. University of North Carolina Press, 1991, ISBN 978-0-8078-4341-3.
- Lois Green Carr: Colonial Chesapeake Society. Institute of Early American History and Culture, Williamsburg, Virginia, 1988, ISBN 978-0-8078-1800-8.
- Edward C. Papenfuse, Gregory A. Stiverson, Susan A. Collins und Lois Green Carr: Maryland: a new guide to the Old Line State. Johns Hopkins University Press, 1976, ISBN 978-0-8018-1874-5.
- Lois Green Carr und David William Jordan: Maryland’s Revolution of Government, 1689-1692. Cornell University Press, 1974, ISBN 978-0-8014-0793-2 (archive.org).